# Movi
Movi est une société argentine de transport en commun appartenant à l'État desservant la ville de Rosario. L'agence possède un tiers des bus de la ville et 100 % des vélos publics. 

## Description
La société est née en 2019 de la fusion des sociétés SEMTUR et Empresa Mixta. Elle dessert les lignes de transport suivantes dans la ville de Rosario : 102 Roja, 106, 113, 116, 120, 121, 123, 134, 135, 136, 137, 141, 153, Enlace Noroeste, Enlace Santa Lucía, Enlace Sur, K, Q, Ronda del Centro, Línea de la Costa, Enlace Irigoyen et Ronda CUR-Sur. Elle a également géré l'échec de Ronda Cultural, une ligne qui a fonctionné entre avril et fin décembre 2019.

## Polémiques
En 2019, la société est poursuivie en justice par des chauffeuses de bus pour « discrimination sexuelle présumée », poursuite qu'elle perd face au collectif féministe. Les quatre conductrices sont ensuite réintégrées après décision de justice et commencent à conduire les premières unités en septembre 2019
Le conseiller Carlos Cardozo, membre du Parti cambiemita, a demandé des informations sur la vente irrégulière d'ex-unités de la défunte SEMTUR, qui sont la propriété de Movi (en tant que société successeur).